# Лијева алгебра
Лијева алгебра у теорији група је алгебра L(F) над пољем F која има особину антисиметричности и за коју важи Јакобијев индентитет:
- [1]

## Подела
Лијеве алгебре се деле на:
- Полупросте Лијеве алгебре

Ненулта Лијева алгебра је полупроста ако осим нултог нема других Абелових идеала. Специјално, полупроста алгебра је проста ако нема нетривијалних идеала.
- Разрешиве Лијеве алгебре

Лијева алгебра L је разрешива ако је  за неко коначно n. Специјално, разрешива алгебра је нилпотентна ако је  за неко коначно m. Подврста нилпотентних Лијевих алгебри су Абелове Лијеве алгебре.
Картанов критеријум омогућава одређивање врсте Лијеве алгебре помоћу Килингове форме.
Леви-Маљцев теорем тврди да свака Лијева алгебра може да се представи као семидиректни збир једне полупросте и једне разрешиве Лијеве алгебре, односно да је {\displaystyle L=R\wedge S}, где је R разрешиви максимални идеал, а S је полупроста алгебра. Класификација свих Лијевих алгебри, међутим, није до краја изведена.